# Purgly család
A jószáshelyi Purgly család egyike a XIX. században nemesített magyar családoknak.

## Története
A bajorországi származású családból evangélikus felekezetű Győrben lakó Purgly János (1800–1876) és Purgly György (1781–1842) táblabírók kaptak magyar nemességet I. Ferenctől 1820. október 27-én. A család előnévhasználata nem egyértelmű, általában jószáshelyi predikátummal fordulnak elő, de jószási formában sem ritka. Purgly János Aradra került, és ott vette el rajkai Friebeisz Emília (1815–1901); leszármazottja Horthy Miklósné Purgly Magdolna volt. Purgly György Győrben maradva, második nejétől, Skarkay Erzsébettől (1794–1847) származó gyermekeitől származik a dunántúli ága a családnak.
Az evangélikus kisnemesi család valószínűleg házasságok révén egyre nagyon birtokokra tett szert, Jánosnak az 1890-es években már mintegy 1500 holdnyi földje volt az Alföldön. Több jelentős családdal álltak rokonságban, így például a hegyeshalmi Fischer, a Vásárhelyi, az Urbán, a Sennyey és a Horthy családokkal. A két legjelentősebb családtag Magdolna, aki 1920 és 1944 között kormányzóné, az ország első asszonya volt, és unokatestvére, Emil aki földművelésügyi miniszter és Csanád vármegye főispánja is volt. A családtagok többnyire Csanád, Moson, Győr, Torontál és Arad vármegyében éltek.

### Dunántúli ág
Purgly György (1781–1842) táblabírónak és Skarkay Erzsébetnek (1794–1847) a gyermekei közül született: jószási Purgly Zsuzsanna (1826–1916), akinek a férje hegyeshalmi Fischer József (1820–1867), ügyvéd, táblabíró, kereskedő a győri majorokban, földbirtokos, jószási Purgly Sándor (1823–1893), Veszprém megye aljegyzője, országgyűlési képviselő, földbirtokos, jószási Purgly Sámuel, valamint ehetkeői Csetkey Mihályné jószási Pugly Jozefa.
Purgly Sándor (1823–1893) jogot végzett. Az 1848-as szabadságharc alatt 1848. szeptember 24-én a 2. dunántúli önkéntes nemzetőrzászlóalj hadnagya; részt vett a Jellacic elleni harcokban. Az 1850-es években sövényházi birtokán gazdálkodott. A kiegyezés után takarékpénztári igazgató Szabadkán, egy ideig országgyűlési képviselő is volt. Felesége récsei Békeffy Alojzia.

### A bánsági ág
Purgly János (1800–1876), jószási postamester, Arad vármegye törvényhatósági bizottságának tagja, az Aradi Első Takarékpénztár elnöke, és rajkai Friebeisz Emília (1815–1901) frigyéből született: Purgly Lajos (1844–1901), valamint ifjabb Purgly János (1839–1911), Arad vármegye törvényhatósági bizottságának tagja, az Aradi és Csanádi Egyesült Vasutak és Takarékpénztár igazgatója, aki 1500 hold földbirtok felett rendelkezett, emellett országgyűlési képviselő volt. Ifjabb Pugly János feleségül vette a római katolikus nemesi származású kézdivásárhelyi Vásárhelyi Ilona (1841–1896) kisasszonyt, akinek a szülei kézdivásárhelyi Vásárhelyi János (1800–1843), Arad vármegye alispánja, költő, és parajdi Brünek Júlia (1804–1886) voltak. Ifjabb Purgly János és Vásárhelyi Ilonának az egyik gyermeke: Horthy Miklósné Purgly Magdolna.
Purgly Lajos (1844–1901) feleségül vette monzai Konstantiny Berta kisasszonyt, akinek az apja monzai Konstantiny György (1822–1903), ügyvéd, Arad vármegye másodalispánja, jószáshelyi kerület országgyűlési képviselője volt. Purgly Lajos és Konstantiny Berta frigyéből született: vitéz jószáshelyi Purgly Emil (1880–1964) földbirtokos, politikus, főispán, miniszter.

## Címer
Borovszky Samu monográfiája szerint:
Czímer: négyelt pajzs. I. kékben, kardot tartó arany oroszlán. II. veresben, arany búzakéve. III. veressel és ezüsttel, hatszor hullámosan vágva. IV. kékben, zöld alapon, fehér lovon ülő, kivont kardot tartó huszár. Sisakdísz: kék ruhás, veres csákos, jobbjában kivont kardot, baljában olajágat tartó, kinövő huszár. Takarók: kék-arany, veres-ezüst.